# A'Lelia Walker
A'Lelia Walker, née Lelia McWilliams le 6 juin 1885 à Vicksburg (Mississippi) et morte le 17 août 1931 à Long Branch (New Jersey), est une femme mondaine et entrepreneure américaine, connue pour être une mécène à l'origine d'une place d'échanges pour les intellectuels noirs de New York pendant les années 1920.

## Biographie
A'Lelia Walker grandit à Saint-Louis, dans le Missouri, et étudie à Knoxville College dans le Tennessee, avant de travailler pour sa mère, Madam C.J. Walker, qui a fait fortune dans le monde des soins capillaires. À la mort de sa mère en 1919, A'Lelia Walker hérite de l'entreprise et de la Villa Lewaro, une grande bâtisse d'Irvington.
Dans les années 1920, elle organise des évènements pour des écrivains et des artistes à Villa Lewaro et dans son appartement et sa maison de New York. Elle appelle sa maison de ville The Dark Tower, et y invite régulièrement Langston Hughes, Zora Neale Hurston, James Weldon Johnson, Jean Toomer et d'autres grands noms de la renaissance de Harlem.
En hommage à sa mère, A'Lelia  Walker fait construire le Walker Building à Indianapolis, de la taille d'un pâté de maisons, qui sert de centre social et culturel pour la communauté afro-américaine locale. Le lieu inclut un grand cinéma, prévu pour que les Afro-Américains puissent aller voir des films sans souffrir de la ségrégation.
En 1922, elle fait partie des très rares occidentaux à avoir rendu visite à l'impératrice éthiopienne Zewditou.
Elle est inhumée au cimetière de Woodlawn, dans le Bronx.